# Metamitobates
Metamitobates is een geslacht van hooiwagens uit de familie Gonyleptidae.
De wetenschappelijke naam Metamitobates is voor het eerst geldig gepubliceerd door Roewer in 1913. 

## Soorten
Metamitobates is monotypisch en omvat slechts de volgende soort:
- Metamitobates squalidus